# Acer sino-oblongum
Acer sino-oblongum є видом вічнозеленого клена, що походить із китайської провінції Гуандун і Гонконгу. Росте у прибережних вічнозелених лісах.

## Морфологічна характеристика
Дерева вічнозелені, до 7 м заввишки, однодомні. Кора коричнево-сіра, шорстка. Гілочки голі, нинішнього року пурпурові або пурпурувато-зелені, старше 1 року коричнювато-пурпурові або сірувато-пурпурові, сочевички яйцеподібні чи округлі; зимові бруньки буруваті, яйцеподібні, луски злегка війчасті. Листкова ніжка 1–3 см, гола; листкова пластинка знизу жовтувато-зелена і білувато-сиза, зверху зелена чи блідо-зелена, еліптична чи еліптично-довгаста, 6–9 × 2–4 см, жилкування слабке, основа широко-клиноподібна чи округла, край цільний, верхівка загострена чи хвостато-загострена. Суцвіття верхівкове, щиткоподібне. Квітки зеленувато-жовті. Чашолистків 5, обернено-яйцеподібно-довгастих, ≈ 4 мм. Пелюсток 5, обернено-ланцетних, ≈ 4 мм. Тичинок 8. Горішки сильно опуклі, ≈ 8 × 5 мм; крило з горішком ≈ 3 см × 10–12 мм, крила розгорнуті під гострим кутом. Квітне у квітні, а плодить у вересні.